# Philactinoposthia pusilla
Philactinoposthia pusilla är en plattmaskart som först beskrevs av Westblad 1946.  Philactinoposthia pusilla ingår i släktet Philactinoposthia och familjen Actinoposthiidae. Inga underarter finns listade i Catalogue of Life.